# LyN
LyN（リン）はフランスのユービーアイソフトから開発され、様々なゲームに使用されているゲームエンジンである。

## 概要
LyNは、Ubisoft Montpellierによって社内で開発および使用されている独自のゲームエンジンである。エンジンは『ラビッツ・ゴー・ホーム』と並行して開発され、その後も『ゾンビU』にも使用された。

## 使用作品
- 『ラビッツ・ゴー・ホーム』（2009年）
- 『レッドスティール2』（2010年）
- 『フロムダスト』（2011年）
- 『ゾンビU』（2012年）